# Chiki Chiki Kohji Coner's Vol.4 2000.4.15 live version
『Chiki Chiki Kohji Coner‘s Vol.4 2000.4.15 live version』は、笠浩二が2000年にリリースした2枚目のライブ・アルバムのタイトルである。

## 解説
- 笠浩二がリリースした2枚目のライブ・アルバム
- 笠浩二の楽曲が5曲、『C-C-B』の楽曲が4曲、トークが1トラックの計10トラック収録。

## 収録曲
| #   | タイトル                 | 作詞     | 作曲       |
| --- | ------------------------ | -------- | ---------- |
| 1.  | 「30センチでつかまえて」 | 魚住勉   | 馬飼野康二 |
| 2.  | 「ひとやすみ」           | 笠浩二   | 笠浩二     |
| 3.  | 「抱きしめたい」         | 松本隆   | 筒美京平   |
| 4.  | 「空想Kiss」             | 松本隆   | 筒美京平   |
| 5.  | 「A walk in the Clouds」 | 笠浩二   | 笠浩二     |
| 6.  | 「展覧会の絵」           | 川村真澄 | 笠浩二     |
| 7.  | 「Cider」                | 川村真澄 | 笠浩二     |
| 8.  | 「Talk」(トーク)         |          |            |
| 9.  | 「'Soul Tripper」        | 川村真澄 | 笠浩二     |
| 10. | 「流星のラストデート」   | 関口誠人 | 関口誠人   |

## 楽曲解説
1. 30センチでつかまえて
  - シングル『メリークリスマス』収録
2. ひとやすみ
  - アルバム『ちきちきこうじぃこうなぁず Vol.2』収録
3. 抱きしめたい
  - シングル『抱きしめたい』収録
4. 空想Kiss
  - シングル『空想Kiss』収録
5. A walk in the Clouds
  - アルバム『ちきちきこうじぃこうなぁず Vol.1』収録
6. 展覧会の絵
  - アルバム『石はやっぱりカタイ』収録
7. Cider
  - アルバム『RYU』収録
8. Talk
9. Soul Tripper
  - アルバム『RYU』収録
10. 流星のラスト・デート
  - アルバム『冒険のススメ』収録